# Gizmondo
 (juillet 2017).
Si vous disposez d'ouvrages ou d'articles de référence ou si vous connaissez des sites web de qualité traitant du thème abordé ici, merci de compléter l'article en donnant les références utiles à sa vérifiabilité et en les liant à la section « Notes et références ».
 (février 2019).
La Gizmondo est une console de jeux vidéo portable faisant également office d'appareil photo, de GPS, de lecteur audio/vidéo... fabriquée de 2005 à 2008 (avec interruption) par Tiger Telematics.

## L'origine de Tiger Telematics
L'origine de Tiger Telematics remonte à 1989 en Floride, aux États-Unis, où il existait une boutique de copie de cassette VHS. Quelques années plus tard, cette boutique s'associe avec d'autres personnes, pour créer une entreprise nommée « Floor Décor » qui se lance dans la décoration de sols. En Suède, se trouvaient les criminels Carl Freer et Stefan Eriksson, qui ont racheté l'entreprise scandinave Eagle Eye European Distribution, une entreprise spécialisée dans la fabrication de système de sécurité GPS par géolocalisation pour taxis. Ce système devait être équipé d'une caméra cachée et d'un bouton « Panic ». Quand le chauffeur appuie sur le bouton, le GPS prend une photo et l'envoie à la société de taxis avec sa géolocalisation. En 2003, Floor Décor rachète Eagle Eye European Distribution. Cette fusion donne naissance à Tiger Telematics.

## La conception de la console
Avec ce projet de sécurité via GPS, Tiger Telematics décide de créer un produit incluant ce système GPS pour la sécurité des enfants et l'intègrent à une console portable multimédia devant s'appeler « GameTrac ».
La console possède une architecture matérielle et des capacités techniques importantes pour une machine de son gabarit. Tiger Telematics investissant couramment dans des systèmes de GPS (Global Positioning System) ou SLG (Système de Localisation Globale), cela permet à la Gizmondo d'indiquer son positionnement à n'importe quel moment. De plus, elle embarque un système de traitement vidéo dédié signé Nvidia capable de gérer la 3D en temps réel.
Le système de partage de fichiers de la Gizmondo permet d'aller chercher des annonces de télévisions, des clips et des contenus appropriés à la personne grâce à une connexion GSM/GPRS. Ce système permet de visualiser instantanément une annonce publicitaire et d'obtenir, à la fin de l'annonce, un coupon de réduction dans un magasin proche. La Gizmondo indique ensuite où se trouve le magasin à l'aide du GPS.

## Premiers problèmes
Après la présentation de la GameTrac à l'E3 2004, Tiger Telematics demande à l'écurie de F1 Jordan de sponsoriser la console en 2003 et 2004. Mais quelque temps plus tard, l'écurie Jordan entame un procès contre Tiger Telematics, car l'entreprise n'a pas payé l'écurie de F1 alors que celle-ci fit la promotion de la GameTrac. L'entreprise a cédé des actions d'une valeur de 3 000 000 $ à Jordan. À la suite de cela, la « GameTrac » fut renommée « Gizmondo ».
Le lancement de la console était prévu pour le 29 octobre 2004, la promotion commence et les annonces apparaissent sur internet. Au même moment, Sony lance sa PSP. Les employés de Tiger Telematics savaient que la Gizmondo ne ferait pas le poids face à la PSP et la société décide de nouer un partenariat avec Nvidia pour y intégrer une puce graphique plus puissante que celle de la PSP : la GeForce GT4500. Le développement de la console et des jeux repart donc de zéro. Cependant, Tiger Telematics n'a pas changé la date de sortie de la console. Le jour J, les partenaires distributeurs européens de la console n'ont rien reçu. Ils décident d'aller à Londres et de faire la tournée des magasins pour acheter des consoles : aucune console n'a été trouvée. Quelques jours plus tard, lors d'un communiqué de presse de Gizmondo, Carl Freer annonce que la console n'était pas sortie à la vente, mais était seulement sortie d'usine. La console sortit finalement le 19 mars 2005 avec l'ouverture d'un magasin spécialisé dans la vente de Gizmondo à Londres.

## Commercialisation
La console fut lancée le 19 mars 2005 à Londres, dans un seul magasin, situé à Regent Street,. Le jour du lancement, Tiger Telematics a préparé un concert privé avec Pharrell Williams, Jamiroquai ainsi que d'autres artistes. La console était disponible pour 229£ (257 €). Ils estimaient pouvoir vendre 4 500 consoles, mais seulement 1 000 furent vendues. La sortie américaine s'est avérée désastreuse puisqu'il n'y avait que 11 points de vente dans tout le pays sous la forme de stands de 2m².
En septembre 2005, pour relancer les faibles ventes de la console, Tiger Telematics annonce une Gizmondo Widescreen avec un écran 16/9. Ce modèle ne fut jamais commercialisé : la branche européenne chargée de la commercialisation, Gizmondo Europe est placée en liquidation judiciaire en janvier 2006. Carl Freer a tenté de relancer la Gizmondo dans sa nouvelle mouture en mai 2008 et une version widescreen pour Noël 2008. Avec de nouvelles fonctions et surtout le marché Gizmondo live. Cependant, malgré l'éviction de Stefan Eriksson, le projet périclite.

## Liste de jeux
- Angel Fish
- Casino
- Classic Compendium
- Classic Compendium 2
- lColors
- Fathammer Classics Pack
- FIFA Football 2005
- Gizmondo Motocross 2005
- Goal
- Hockey Rage 2005
- Interstellar Flames 2
- Jump
- L.A. Rush
- Monster Balls
- P.O.D.: Point of Destruction
- Pocket Ping Pong 2005
- Richard Burns Rally
- SSX 3
- Sticky Balls
- Stuntcar Extreme
- Super Drop Mania
- Toy Golf
- Trailblazer
- Verbier Ride
- Worms World Party

Annulés
- Agaju: The Sacred Path of Treasure
- Alien Hominid
- Chicane
- Conflict: Desert Storm II
- Rayman
- Supernaturals
- Tron 2.0

## Spécifications techniques
- CPU : Samsung 400 MHz ARM9
- GPU : NVIDIA GoForce 3D 4500
- Mémoire graphique: 1.2MB 128-bit SRAM (1,28MB)
- RAM: 128 MB 16-bit DDR 200Mhz
- ROM: 64 MB (version de développement 256mb)
- Affichage : écran TFT couleur de 2,8 pouces (7 cm)
- Palette graphique : 65 536 couleurs
- Résolution : 240×320 pixels
- Son : stéréo
- Autonomie : 4h en mode jeu, 3h en mode film, 12h en mode audio et 100h en veille.
- Dimensions : 138 × 82 × 32 mm
- Poids :  150g
- Autres : bluetooth 2, lecteur MP3, système de localisation GPS, lecteur de cartes mémoire SD, SMS/MMS, appareil photo numérique.